# Centre du Mexique
Le centre du Mexique est une expression couramment employée par les mésoaméricanistes pour désigner une zone de la Mésoamérique s'étendant, à l'époque préhispanique, sur les États mexicains actuels de Mexico, Tlaxcala, Puebla, Morelos, Hidalgo ainsi que le District fédéral.